# Orange (manga)
Orange (オレンジ, orenji) és una sèrie de manga romàntica japonesa escrita i il·lustrada per Ichigo Takano, dirigida a la demografia shōjo i seinen. Es va publicar per primera vegada el 2012 a la revista manga Bessatsu Margaret i més tard a Monthly Action. S'ha compilat en 7 volums l'abril de 2022. Una adaptació cinematogràfica live action amb el mateix nom es va estrenar el 12 de desembre de 2015. Una adaptació televisiva d'anime va començar a emetre's el juliol de 2016. Un spin-off del manga va començar la serialització el 25 de març de 2016 a la revista Monthly Action publicada per Futabasha. Una pel·lícula teatral d'anime, titulada Orange: Mirai, es va estrenar al Japó el 18 de novembre de 2016.
El manga va sortir a la venda en català el 30 de març de 2023.

## Argument
El primer dia de classe, la Naho, una noia de 16 anys, rep una misteriosa carta de qui diu ser el seu jo del futur, que prediu de manera exacta cada cosa que està a punt de passar-li. A més, la remitent li aconsella no dur a terme determinades accions. Sense fer-hi cas, la Naho convida el noi nou que acaba d'arribar de Tòquio, en Kakeru, a sortir amb els seus amics després de l'institut. Però una cosa terrible li passa a en Kakeru aquell dia. Cosa que podria no haver passat si hagués tornat abans a casa. Sabent-ho, la Naho decideix començar a seguir les instruccions que rep d'un món futur en què en Kakeru ja no existeix. Però fer front al present sense deixar lloc al penediment no resulta tan senzill.

## Continguts de l'obra

### Manga
La sèrie de manga original està escrita i il·lustrada per Ichigo Takano, i va començar-ne la serialització el 13 de març de 2012 a Bessatsu Margaret de Shueisha, però es va canviar a la Monthly Action de Futabasha el 2013. El primer tankōbon va ser llançat per Shueisha el 25 de juliol de 2012, que va publicar dos volums de la sèrie. Els dos primers volums van ser posteriorment republicats per Futabasha el 25 de desembre de 2013. El manga va acabar la serialització el 25 d'agost de 2015, i el cinquè volum es va publicar el 12 de novembre de 2015. El sisè volum consta de capítols basats en la pel·lícula Orange: Future i el manga spin-off de dues parts Orange: Suwa Hiroto, i es va estrenar el 31 de maig de 2017. També es va anunciar en aquest volum que la sèrie obtindria un setè volum, i que el setè volum seria el volum final.
El 27 de setembre de 2022, Kaji Manga va anunciar que publicaria el manga en català per al Saló del Manga del mateix any, però es va endarrerir fins al 30 de març de 2023 a causa que l'editorial volia incloure una postal al primer volum i les negociacions es van allargar.
Un manga spin-off va començar la serialització a Monthly Action el 25 de març de 2016.
| Capítols: - Carta 1 - Carta 2 - Carta 3 - Carta 4 | Extres: - Un astronauta a la primavera: Capítol 1 - Agraïments |

| Capítols: - Carta 5 - Carta 6 - Carta 7 - Carta 8 | Extres: - Un astronauta a la primavera: Capítol 2 - Comentaris |

| Capítols: - Carta 9 - Carta 10 - Carta 11 - Carta 12 | Extres: - Un astronauta a la primavera: Capítol 3 - Comentaris |

### Live action
Una adaptació cinematogràfica d'acció real es va estrenar el 12 de desembre de 2015 al Japó amb Tao Tsuchiya i Kento Yamazaki com a personatges principals; dirigida per Kojiro Hashimoto i escrita per Arisa Kaneko.

### Anime
L'adaptació a l'anime d'Orange va ser produïda per Telecom Animation Film i dirigida per Hiroshi Hamasaki i Naomi Nakayama, amb Yūko Kakihara, que es va encarregar dels guions de la sèrie, Nobuteru Yūki, que va dissenyar-ne els personatges i Hiroaki Tsutsumi, que va compondre'n la música. La sèrie es va estrenar el 4 de juliol de 2016 a Tokyo MX i AT-X. La sèrie es va emetre simultàniament a Crunchyroll fora d'Àsia. El tema d'obertura és "Hikari no Hahen" (光の破片, lit. Fragment de llum), de Yu Takahashi, i el tema final és "Mirai" (未来, lit. Futur), de Kobukuro, que també va servir com a tema principal de la pel·lícula d'acció real i de la sèrie d'anime.

### Pel·lícula
Al final de l'episodi final de l'anime televisiu es va anunciar una pel·lícula d'anime, titulada Orange: Mirai (オレンジ -未来-). La pel·lícula torna a explicar la història principal de la sèrie des del punt de vista d'en Suwa, i també compta amb una història original escrita per Takano que està ambientada després de la sèrie d'anime i manga. Es va estrenar el 18 de novembre de 2016 als cinemes japonesos.

## Rebuda
El 1r volum va arribar al 30è lloc de la llista setmanal de manga Oricon i, a 29 de juliol de 2012, n'havia venut 31.451 còpies; el 2n volum va arribar al 31è lloc i, a 2 de desembre de 2012, n'havia venut 68.977 exemplars; el 3r volum va arribar al 20è lloc i, a 7 de setembre de 2014, n'havia venut 111.934 còpies.